# Раш Тауншип (округ Нортамберленд, Пенсільванія)
Раш Тауншип (англ. Rush Township) — селище (англ. township) в США, в окрузі Нортамберленд штату Пенсільванія. Населення — 1199 осіб (2020).

## Демографія
Згідно з переписом 2010 року, у селищі мешкали 1122 особи в 435 домогосподарствах у складі 329 родин. Було 489 помешкань
Расовий склад населення:
| - 97,6 % — білих - 0,8 % — чорних або афроамериканців - 0,5 % — азіатів |

До двох чи більше рас належало 0,9 %. Частка іспаномовних становила 0,9 % від усіх жителів.
За віковим діапазоном населення розподілялося таким чином: 22,6 % — особи молодші 18 років, 61,1 % — особи у віці 18—64 років, 16,3 % — особи у віці 65 років та старші. Медіана віку мешканця становила 43,6 року. На 100 осіб жіночої статі у селищі припадало 98,6 чоловіків;  на 100 жінок у віці від 18 років та старших — 101,9 чоловіків також старших 18 років.
Середній дохід на одне домашнє господарство  становив 100 584 долари США (медіана — 67 604), а середній дохід на одну сім'ю — 115 584 долари (медіана — 72 667). Медіана доходів становила 45 804 долари для чоловіків та 38 500 доларів для жінок. За межею бідності перебувало 8,4 % осіб, у тому числі 15,5 % дітей у віці до 18 років та 0,0 % осіб у віці 65 років та старших.
Цивільне працевлаштоване населення становило 578 осіб. Основні галузі зайнятості: освіта, охорона здоров'я та соціальна допомога — 34,6 %, виробництво — 12,3 %, роздрібна торгівля — 11,9 %.